# Arctornis keiana
Arctornis keiana är en fjärilsart som beskrevs av Gustaaf Hulstaert 1923. Arctornis keiana ingår i släktet Arctornis och familjen tofsspinnare. Inga underarter finns listade i Catalogue of Life.